# Bledgabred
Bledgabred ou Blegywryd est un roi légendaire de l’île de Bretagne (actuelle Grande-Bretagne), dont l’« histoire » est rapportée par Geoffroy de Monmouth dans son Historia regum Britanniae (vers 1135).

## Contexte
Bledgabred ou Blegabred est le 17e des vingt-cinq rois qui sont censés avoir régné entre la mort de Katellus [Cadell ap Geraint] et l'accession au trône de Heli [Beli Mawr]. Il succède à un roi nommé Sisillius [Seisyll] et il a comme successeur son frère Arthmail [Arthfael]. Selon Geoffroy de Monmouth « il surpassait tous les chanteurs qui avaient existé jusque-là ; il excellait dans les mélodies et dans tous les instruments de musique au point de passer pour le roi des jongleurs » 

## Sources
- Geoffroy de Monmouth Histoire des rois de Bretagne, traduit et commenté par Laurence Mathey-Maille, Édition Les belles lettres, coll. « La roue à livres », Paris, 2004,  (ISBN 2-251-33917-5)
- (en) Peter Bartrum, A Welsh Classical Dictionary : People in History and Legend Up to about A.D. 1000, Aberystwyth, National Library of Wales, 1993, 649 p. (ISBN 978-0-907158-73-8), p. 51 BLEGABRED ou BLEGYWRYD, fictitious king of Britain. (Second century B.C.)